# Ricardo van Rhijn
Ricardo van Rhijn (Leiden, 13 juni 1991) is een Nederlandse voetballer die doorgaans als rechtsback of als centrale verdediger speelt. Van Rhijn debuteerde in 2012 in het Nederlands elftal en speelde acht interlands.

## Clubcarrière

### Ajax
Van Rhijn speelde in de jeugd van RKSV DoCoS tot hij in 2002 werd opgenomen in de jeugd van Ajax. Hier werd hij in een lichting getraind door Tim Ekkelenkamp landskampioen bij de B-junioren. Hij kreeg daarop zijn eerste contract bij de club en tekende voor drie seizoenen. Een jaar later maakte hij de overstap naar de A1, terwijl de A2 doorgaans de volgende stap is.
Onder begeleiding van Frank de Boer speelde Van Rhijn in zijn eerste jaar als A-junior vooral wedstrijden centraal in de defensie naast Timothy van der Meulen. Een jaar later was Bryan Ottenhof zijn verdedigingspartner. Hij stroomde daarna door naar het belofteteam van Ajax. Nog een jaar later werd zijn contract met nog één jaar verlengd. Van Rhijn maakte op 21 september 2011 zijn debuut in het eerste elftal van Ajax. Hij debuteerde in een wedstrijd in het toernooi om de KNVB beker, tegen vv Noordwijk. Zijn Eredivisiedebuut volgde op 18 december 2011, tegen ADO Den Haag. Hij speelde de hele wedstrijd en won die met zijn ploeggenoten met 4-0. Van Rhijn maakte op 14 februari 2013 zijn eerste officiële doelpunt voor Ajax, in een thuisduel in de UEFA Europa League tegen Steaua Boekarest (2-0 winst).
Van Rhijn maakte op 2 augustus 2013 zijn eerste competitiedoelpunt voor Ajax, in de eerste speelronde van het seizoen 2013/14 thuis tegen Roda JC (3-0 winst). Hij kreeg in de tweede speelronde, uit bij AZ, een rode kaart voor het neerleggen van Nick Viergever in het strafschopgebied. Van Rhijn speelde op 14 september 2013 zijn vijftigste Eredivisiewedstrijd in dienst van Ajax, thuis tegen PEC Zwolle (2-1 winst). Op 16 maart 2014 speelde hij zijn honderdste officiële wedstrijd voor de club, uit bij NAC Breda (0-0). Hiermee werd van Rhijn de 151ste Ajacied die toetrad tot de officieuze Club van 100.
Van Rhijn verlengde op 17 juli 2014 zijn contract bij Ajax tot en met 30 juni 2018. Wegens een blessure die hij opliep tijdens de voorbereiding op het seizoen 2014/15 speelde hij om wedstrijdritme op te doen op 16 augustus 2014 mee met Jong Ajax, in een met 2-0 gewonnen wedstrijd in de Eerste divisie uit bij Fortuna Sittard. Van Rhijn werd op 21 september 2014 matchwinner in De Klassieker door in de vierde minuut een vrije trap vanaf 30 meter achter Feyenoord-doelman Kenneth Vermeer te schieten. Tijdens het slot van het seizoen kreeg Kenny Tete de voorkeur van trainer Frank de Boer boven Van Rhijn.
Ook tijdens de opening van het seizoen 2015/16 moest hij genoegen nemen met een plek op de reservebank en kreeg Tete de voorkeur. Van Rhijn moest met Jong Ajax meespelen. Tijdens de derde speelronde van de Eredivisie op 23 augustus 2015 uit bij N.E.C. speelde hij zijn eerste wedstrijd van het seizoen, omdat Tete rust kreeg. Van Rhijn werd echter tien minuten voor tijd vervangen door diezelfde Tete. Kort na de winterstop raakte Tete voor enige tijd geblesseerd aan zijn enkel. De Boer koos niet Van Rhijn, maar Joël Veltman als zijn vervanger. Hij speelde dat jaar twaalf competitiewedstrijden. Van Rhijn bereikte in juli 2016 een principeakkoord over een driejarig contract met Club Brugge, de kampioen van België in het voorgaande seizoen. Hij speelde voor Ajax in totaal 163 officiële wedstrijden, waarin hij zesmaal wist te scoren.

### Club Brugge
Na het afronden van zijn medische testen tekende Van Rhijn op 20 juli 2016 een driejarig contract bij Club Brugge. Hier stond op dat moment ook zijn oud-ploeggenoot Stefano Denswil onder contract. De Belgische club betaalde circa € 1,8 miljoen voor Van Rhijn aan Ajax. Hij kreeg rugnummer 2 toegewezen.
Van Rhijn kende in het seizoen 2016-2017 een goede start. Op 28 augustus 2016 maakte hij zijn debuut voor Brugge tegen Standard Luik en groeide direct uit tot basisspeler. Op 2 oktober scoorde hij zijn eerste doelpunt voor de club tegen AA Gent. In januari 2017 liep hij tijdens de training een enkelblessure op, die hem weken aan de kant hield. Zijn plaats in het elftal werd tijdelijk ingenomen door Claudemir. Pas in maart 2017 keerde Van Rhijn terug, maar in de wedstrijd tegen KRC Genk, de eerste wedstrijd na zijn blessure, pakte hij onnodig een tweede gele kaart en werd daardoor geschorst voor het competitieslot.
In de daarop volgende play-off startte Van Rhijn wederom als basisspeler. De eerste wedstrijd tegen AA Gent ging verloren. In de tweede wedstrijd tegen Sporting Charleroi veroorzaakte Van Rhijn een penalty, door hands te maken in het zestienmetergebied. Chris Bedia benutte de strafschop, waardoor Club gelijkspeelde. De derde wedstrijd, tegen Zulte Waregem, hield trainer Michel Preud'homme de rechtsback om disciplinaire redenen uit de selectie. Hij werd wederom vervangen door Claudemir, die echter ook niet kon voorkomen dat Club wederom gelijkspeelde. In de vierde wedstrijd, tegen RSC Anderlecht, was Preud'homme wederom niet tevreden over de Nederlander en werd Van Rhijn gewisseld in de 64e minuut voor Helibelton Palacios. Deze combinatie leek te werken, want in de daaropvolgende drie wedstrijden, waarin Van Rhijn geen basisplaats had, werden gewonnen. Ook de overige drie wedstrijden van de play-offs kwam hij niet in actie. Club eindigde uiteindelijk op de tweede plaats. Goed voor een plaatsing in de voorronde van de UEFA Champions League. Van Rhijn was echter niet gelukkig in zijn reserverol en gaf aan moeite te hebben met de Belgische wijze van verdedigen. Hij besprak dit medio juni 2017 met de club. Club Brugge gaf hierop aan open te staan voor een vertrek.

### AZ en Heerenveen
Op 30 augustus 2017 maakte AZ bekend dat het Van Rhijn voor één seizoen zou huren van Club Brugge, als back-up voor Jonas Svensson. Hij kreeg rugnummer 23 toegewezen. Eind augustus 2018 ondertekende Van Rhijn een eenjarig contract bij de club uit Alkmaar.
Op 1 augustus 2019 tekende hij een eenjarig contract bij sc Heerenveen.
Op 29 april 2020 werd bekend dat Van Rhijn sc Heerenveen transfervrij verlaat.

### Emmen en Karlsruhe
In het seizoen 2020/21 kwam Van Rijn uit voor FC Emmen. Nadat de club gedegradeerd was uit de Eredivisie zat hij enkele maanden zonder club. In oktober 2021 sloot hij aan bij het Duitse Karlsruher SC dat uitkomt in de 2. Bundesliga. In juli 2022 mocht hij vertrekken bij Karlsruher SC.

## Clubstatistieken
Beloften
| Seizoen | Club      |                    | Competitie     | Competitie | Competitie |
| Seizoen | Club      | Wed.               | Competitie     | Dlp.       |            |
| ------- | --------- | ------------------ | -------------- | ---------- | ---------- |
| 2014/15 | Jong Ajax | Vlag van Nederland | Eerste divisie | 1          | 0          |
| 2015/16 | Jong Ajax | Vlag van Nederland | Eerste divisie | 5          | 1          |
| 2017/18 | Jong AZ   | Vlag van Nederland | Eerste divisie | 8          | 0          |
| Totaal  | Totaal    | Totaal             | Totaal         | 14         | 1          |

Senioren
| Seizoen            | Club               |                    | Competitie         | Competitie | Competitie | Beker | Beker | Internationaal1 | Internationaal1 | Overig2 | Overig2 | Totaal | Totaal |
| Seizoen            | Club               | Wed.               | Competitie         | Dlp.       | Wed.       | Dlp.  | Wed.  | Dlp.            | Wed.            | Dlp.    | Wed.    | Dlp.   |        |
| ------------------ | ------------------ | ------------------ | ------------------ | ---------- | ---------- | ----- | ----- | --------------- | --------------- | ------- | ------- | ------ | ------ |
| 2011/12            | Ajax               | Vlag van Nederland | Eredivisie         | 14         | 0          | 1     | 0     | 2               | 0               | 0       | 0       | 17     | 0      |
| 2012/13            | Ajax               | Vlag van Nederland | Eredivisie         | 31         | 0          | 4     | 0     | 8               | 1               | 1       | 0       | 44     | 1      |
| 2013/14            | Ajax               | Vlag van Nederland | Eredivisie         | 32         | 2          | 5     | 1     | 8               | 0               | 1       | 0       | 46     | 3      |
| 2014/15            | Ajax               | Vlag van Nederland | Eredivisie         | 28         | 2          | 2     | 0     | 10              | 0               | 0       | 0       | 40     | 2      |
| 2015/16            | Ajax               | Vlag van Nederland | Eredivisie         | 12         | 0          | 1     | 0     | 3               | 0               | 0       | 0       | 16     | 0      |
| Club totaal        | Club totaal        | Club totaal        | Club totaal        | 117        | 4          | 13    | 1     | 31              | 1               | 2       | 0       | 163    | 6      |
| 2016/17            | Club Brugge        | Vlag van België    | Eerste klasse      | 21         | 3          | 2     | 0     | 6               | 0               | 0       | 0       | 29     | 3      |
| Club Brugge totaal | Club Brugge totaal | Club Brugge totaal | Club Brugge totaal | 21         | 3          | 2     | 0     | 6               | 0               | 0       | 0       | 29     | 3      |
| 2017/18            | AZ                 | Vlag van Nederland | Eredivisie         | 11         | 0          | 4     | 0     | 0               | 0               | 0       | 0       | 15     | 0      |
| 2018/19            | AZ                 | Vlag van Nederland | Eredivisie         | 14         | 1          | 4     | 0     | 0               | 0               | 0       | 0       | 18     | 1      |
| Club totaal        | Club totaal        | Club totaal        | Club totaal        | 25         | 1          | 8     | 0     | 0               | 0               | 0       | 0       | 33     | 1      |
| 2019/20            | sc Heerenveen      | Vlag van Nederland | Eredivisie         | 19         | 0          | 4     | 0     | 0               | 0               | 0       | 0       | 23     | 0      |
| 2020/21            | FC Emmen           | Vlag van Nederland | Eredivisie         | 15         | 0          | 3     | 0     | 0               | 0               | 0       | 0       | 18     | 0      |
| 2021/22            | Karlsruher SC      | Vlag van Duitsland | Bundesliga         | 16         | 0          | 1     | 0     | 0               | 0               | 0       | 0       | 17     | 0      |
| Carrière totaal    |                    |                    |                    | 213        | 8          | 31    | 1     | 37              | 1               | 2       | 0       | 283    | 10     |

Bijgewerkt t/m 14 januari 2023

## Interlandcarrière
Jeugdelftallen
Van Rhijn doorliep alle jeugdelftallen van het Nederlands elftal van –15 tot en met –20. Hij nam met het jeugdteam voor spelers onder 17 jaar deel aan het EK –17 in 2008, dat in Turkije werd gehouden. De ploeg en hij werden in de halve finale uitgeschakeld door Spanje –17. Tijdens dit EK was Van Rhijn eenmaal trefzeker, in het laatste groepsduel tegen Schotland –17 (2-0 winst). Met Nederland onder 19 jaar speelde hij op het EK –19 jaar in 2010 in Frankrijk. Van Rhijn eindigde met de ploeg op de vierde plaats in een groep met gastland Frankrijk, Engeland en Oostenrijk. Hij speelde op dit EK in twee wedstrijden mee.
| Jeugdinterlands van Ricardo van Rhijn | Jeugdinterlands van Ricardo van Rhijn | Jeugdinterlands van Ricardo van Rhijn | Jeugdinterlands van Ricardo van Rhijn | Jeugdinterlands van Ricardo van Rhijn | Jeugdinterlands van Ricardo van Rhijn |
| Team (№ interlands)                   | Datum                                 | Wedstrijd                             | Uitslag                               | Soort Wedstrijd                       | Doelpunten                            |
| Als speler bij AFC Ajax               | Als speler bij AFC Ajax               | Als speler bij AFC Ajax               | Als speler bij AFC Ajax               | Als speler bij AFC Ajax               | Als speler bij AFC Ajax               |
| ------------------------------------- | ------------------------------------- | ------------------------------------- | ------------------------------------- | ------------------------------------- | ------------------------------------- |
| Onder 15 (1.)                         | 6 december 2005                       | Nederland - Ierland                   | 3 – 1                                 | Vriendschappelijk                     |                                       |
| Onder 15 (2.)                         | 8 december 2005                       | Nederland - Ierland                   | 1 – 0                                 | Vriendschappelijk                     |                                       |
| Onder 15 (3.)                         | 26 april 2006                         | Roemenië - Nederland                  | 1 – 1                                 | Vriendschappelijk                     |                                       |
| Onder 16 (1.)                         | 14 november 2006                      | Oekraïne – Nederland                  | 0 – 0                                 | Vriendschappelijk                     |                                       |
| Onder 16 (2.)                         | 16 november 2006                      | Oekraïne – Nederland                  | 1 – 1                                 | Vriendschappelijk                     |                                       |
| Onder 16 (3.)                         | 17 februari 2007                      | Slowakije – Nederland                 | 0 – 1                                 | Torneio Int. de Santarém 2007         |                                       |
| Onder 16 (4.)                         | 18 februari 2007                      | Nederland – België                    | 0 – 2                                 | Torneio Int. de Santarém 2007         |                                       |
| Onder 16 (5.)                         | 20 februari 2007                      | Portugal – Nederland                  | 0 – 0                                 | Torneio Int. de Santarém 2007         |                                       |
| Onder 16 (6.)                         | 20 februari 2007                      | Italië – Nederland                    | 2 – 1                                 | Vriendschappelijk                     |                                       |
| Onder 17 (1.)                         | 20 september 2007                     | Duitsland – Nederland                 | 2 – 0                                 | U17 Vier-Nationen-Turnier             |                                       |
| Onder 17 (2.)                         | 22 september 2007                     | Nederland – Griekenland               | 0 – 0                                 | U17 Vier-Nationen-Turnier             |                                       |
| Onder 17 (3.)                         | 10 oktober 2007                       | Nederland – Griekenland               | 1 – 0                                 | Vriendschappelijk                     |                                       |
| Onder 17 (4.)                         | 23 oktober 2007                       | Nederland – Albanië                   | 3 – 0                                 | Kwalificatie EK 2008                  |                                       |
| Onder 17 (5.)                         | 25 oktober 2007                       | Letland – Nederland                   | 1 – 3                                 | Kwalificatie EK 2008                  |                                       |
| Onder 17 (6.)                         | 28 oktober 2007                       | Nederland – Frankrijk                 | 1 – 0                                 | Kwalificatie EK 2008                  |                                       |
| Onder 17 (7.)                         | 4 februari 2008                       | Tsjechië – Nederland                  | 1 – 0                                 | La Manga 2008                         |                                       |
| Onder 17 (8.)                         | 8 februari 2008                       | Noorwegen – Nederland                 | 0 – 0                                 | La Manga 2008                         |                                       |
| Onder 17 (9.)                         | 23 april 2008                         | België – Nederland                    | 0 – 0                                 | Vriendschappelijk                     |                                       |
| Onder 17 (10.)                        | 4 mei 2008                            | Turkije – Nederland                   | 3 – 0                                 | EK 2008 groepsfase Turkije            |                                       |
| Onder 17 (11.)                        | 7 mei 2008                            | Nederland – Servië en Montenegro      | 1 – 0                                 | EK 2008 groepsfase Turkije            |                                       |
| Onder 17 (12.)                        | 10 mei 2008                           | Nederland – Schotland                 | 2 – 0                                 | EK 2008 groepsfase Turkije            | 46'                                   |
| Onder 17 (13.)                        | 13 mei 2008                           | Spanje – Nederland                    | 2 – 1                                 | EK 2008 halve finale Turkije          |                                       |
| Onder 18 (1.)                         | 11 februari 2009                      | Luxemburg – Nederland                 | 2 – 1                                 | Vriendschappelijk                     |                                       |
| Onder 18 (2.)                         | 1 april 2009                          | Nederland – Turkije                   | 3 – 0                                 | Vriendschappelijk                     |                                       |
| Onder 19 (1.)                         | 5 september 2009                      | Ierland – Nederland                   | 1 – 1                                 | 4-landentoernooi Ierland 2009         |                                       |
| Onder 19 (2.)                         | 6 september 2009                      | Nederland – Portugal                  | 3 – 1                                 | 4-landentoernooi Ierland 2009         |                                       |
| Onder 19 (3.)                         | 8 september 2009                      | Turkije – Nederland                   | 1 – 3                                 | 4-landentoernooi Ierland 2009         |                                       |
| Onder 19 (4.)                         | 9 oktober 2009                        | Nederland – Frankrijk                 | 4 – 2                                 | Vriendschappelijk                     |                                       |
| Onder 19 (5.)                         | 13 oktober 2009                       | Nederland – Italië                    | 1 – 1                                 | Vriendschappelijk                     |                                       |
| Onder 19 (6.)                         | 12 november 2009                      | Nederland – Malta                     | 1 – 0                                 | Kwalificatie EK 2010                  |                                       |
| Onder 19 (7.)                         | 14 november 2009                      | Nederland – Cyprus                    | 5 – 1                                 | Kwalificatie EK 2010                  |                                       |
| Onder 19 (8.)                         | 2 maart 2010                          | Nederland – Engeland                  | 1 – 1                                 | Vriendschappelijk                     |                                       |
| Onder 19 (9.)                         | 12 mei 2010                           | Nederland – Zuid-Korea                | 1 – 0                                 | Vriendschappelijk                     |                                       |
| Onder 19 (10.)                        | 18 mei 2010                           | Nederland – Slowakije                 | 0 – 0                                 | Kwalificatie EK 2010                  |                                       |
| Onder 19 (11.)                        | 20 mei 2010                           | Nederland – Polen                     | 2 – 0                                 | Kwalificatie EK 2010                  |                                       |
| Onder 19 (12.)                        | 23 mei 2010                           | Duitsland – Nederland                 | 0 – 3                                 | Kwalificatie EK 2010                  |                                       |
| Onder 19 (13.)                        | 21 juli 2010                          | Nederland – Engeland                  | 1 – 0                                 | EK 2010 Frankrijk                     |                                       |
| Onder 19 (14.)                        | 24 juli 2010                          | Nederland – Oostenrijk                | 0 – 1                                 | EK 2010 Frankrijk                     |                                       |
| Onder 20 (1.)                         | 29 februari 2012                      | Nederland – Denemarken                | 3 – 0                                 | Vriendschappelijk                     | 89'                                   |

Jong Oranje
Van Rhijn maakte op 27 mei 2011 zijn debuut in Jong Oranje, in een vriendschappelijke wedstrijd tegen Jong Israël (2-0 winst). Hij speelde de hele wedstrijd. Van Rhijn speelde ook twee wedstrijden in de kwalificatiereeks waarin Jong Oranje zich plaatste voor het EK-onder 21 in Israël. Hij werd op 17 mei 2013 door bondscoach Cor Pot opgenomen in de selectie voor dit toernooi.. Van Rhijn kwam op het EK in Israël in drie wedstrijden in actie. Jong Oranje werd in de halve finale uitgeschakeld door Jong Italië.
| Interlands van Ricardo van Rhijn voor Jong Oranje | Interlands van Ricardo van Rhijn voor Jong Oranje | Interlands van Ricardo van Rhijn voor Jong Oranje | Interlands van Ricardo van Rhijn voor Jong Oranje | Interlands van Ricardo van Rhijn voor Jong Oranje | Interlands van Ricardo van Rhijn voor Jong Oranje |
| №                                                 | Datum                                             | Wedstrijd                                         | Uitslag                                           | Soort Wedstrijd                                   | Doelpunten                                        |
| Als speler bij AFC Ajax                           | Als speler bij AFC Ajax                           | Als speler bij AFC Ajax                           | Als speler bij AFC Ajax                           | Als speler bij AFC Ajax                           | Als speler bij AFC Ajax                           |
| ------------------------------------------------- | ------------------------------------------------- | ------------------------------------------------- | ------------------------------------------------- | ------------------------------------------------- | ------------------------------------------------- |
| 1.                                                | 27 mei 2011                                       | Nederland – Israël                                | 2 – 0                                             | Vriendschappelijk                                 |                                                   |
| 2.                                                | 30 mei 2011                                       | Nederland – Albanië                               | 5 – 0                                             | Vriendschappelijk                                 |                                                   |
| 3.                                                | 25 mei 2012                                       | Nederland – Oekraïne                              | 0 – 0                                             | Vriendschappelijk                                 |                                                   |
| 4.                                                | 1 juni 2012                                       | Luxemburg – Nederland                             | 0 – 5                                             | Kwalificatie EK 2013                              |                                                   |
| 5.                                                | 5 juni 2012                                       | Nederland – Bulgarije                             | 5 – 0                                             | Kwalificatie EK 2013                              |                                                   |
| 6.                                                | 24 mei 2013                                       | Nederland – Australië                             | 3 – 1                                             | Vriendschappelijk                                 |                                                   |
| 7.                                                | 6 juni 2013                                       | Nederland – Duitsland                             | 3 – 2                                             | EK 2013 groepsfase                                |                                                   |
| 8.                                                | 9 juni 2013                                       | Nederland – Rusland                               | 5 – 1                                             | EK 2013 groepsfase                                |                                                   |
| 9.                                                | 15 juni 2013                                      | Italië – Nederland                                | 1 – 0                                             | EK 2013 halve finale                              |                                                   |

Nederlands elftal
Van Rhijn op woensdag 15 augustus 2012 onder bondscoach Louis van Gaal zijn debuut in het Nederlands voetbalelftal, tijdens een met 4–2 verloren oefeninterland in en tegen België. Hij speelde de volledige wedstrijd. Andere debutanten in dat duel waren Stefan de Vrij, Nick Viergever, Bruno Martins Indi en Adam Maher. In augustus 2013 werd hij door Van Gaal opgenomen in de voorselectie voor een vriendschappelijke interland op 14 augustus tegen Portugal, maar behoorde hij niet tot de uiteindelijke 22-koppige selectie. Op 11 augustus haakte Daryl Janmaat echter af door een blessure aan zijn bovenbeen en werd Van Rhijn alsnog aan de selectie toegevoegd en naar het trainingskamp in Noordwijk gehaald. Eerder die dag was hij in een competitiewedstrijd tegen AZ nog van het veld gestuurd. Van Rhijn werd gedurende het seizoen voorbijgestreefd door Janmaat en zijn voormalige ploeggenoot Gregory van der Wiel. Ook Paul Verhaegh stond bij de bondscoach hoger in de pikorde. Na ruim een jaar afwezigheid bij Oranje werd van Rhijn in november 2014 door Van Gaals opvolger Guus Hiddink weer opgeroepen voor het Nederlands elftal, voor een oefeninterland tegen Mexico en een EK-kwalificatieduel tegen Letland. Tegen Mexico speelde hij de volledige wedstrijd (3-2 verlies).
| Interlands van Ricardo van Rhijn voor Nederland | Interlands van Ricardo van Rhijn voor Nederland | Interlands van Ricardo van Rhijn voor Nederland | Interlands van Ricardo van Rhijn voor Nederland | Interlands van Ricardo van Rhijn voor Nederland | Interlands van Ricardo van Rhijn voor Nederland |
| №                                               | Datum                                           | Wedstrijd                                       | Uitslag                                         | Soort Wedstrijd                                 | Doelpunten                                      |
| Als speler bij AFC Ajax                         | Als speler bij AFC Ajax                         | Als speler bij AFC Ajax                         | Als speler bij AFC Ajax                         | Als speler bij AFC Ajax                         | Als speler bij AFC Ajax                         |
| ----------------------------------------------- | ----------------------------------------------- | ----------------------------------------------- | ----------------------------------------------- | ----------------------------------------------- | ----------------------------------------------- |
| 1.                                              | 15 augustus 2012                                | België – Nederland                              | 4 – 2                                           | Vriendschappelijk                               |                                                 |
| 2.                                              | 7 september 2012                                | Nederland – Turkije                             | 2 – 0                                           | Kwalificatie WK 2014                            |                                                 |
| 3.                                              | 11 september 2012                               | Hongarije – Nederland                           | 1 – 4                                           | Kwalificatie WK 2014                            |                                                 |
| 4.                                              | 16 oktober 2012                                 | Roemenië – Nederland                            | 1 – 4                                           | Kwalificatie WK 2014                            |                                                 |
| 5.                                              | 14 november 2012                                | Nederland – Duitsland                           | 0 – 0                                           | Vriendschappelijk                               |                                                 |
| 6.                                              | 6 februari 2013                                 | Nederland – Italië                              | 1 – 1                                           | Vriendschappelijk                               |                                                 |
| 7.                                              | 14 augustus 2013                                | Portugal – Nederland                            | 1 – 1                                           | Vriendschappelijk                               |                                                 |
| 8.                                              | 12 november 2014                                | Nederland – Mexico                              | 2 – 3                                           | Vriendschappelijk                               |                                                 |

Bijgewerkt t/m 12 november 2014

## Erelijst
| Competitie           |        |                           |      |      |
| Competitie           | Aantal | Jaren                     |      |      |
| Ajax                 | Ajax   | Ajax                      | Ajax | Ajax |
| -------------------- | ------ | ------------------------- | ---- | ---- |
| Eredivisie           | 3×     | 2011/12, 2012/13, 2013/14 |      |      |
| Johan Cruijff Schaal | 1×     | 2013                      |      |      |
| Club Brugge          |        |                           |      |      |
| Belgische Supercup   | 2×     | 2016, 2018                |      |      |

Persoonlijk
| Prijs                     | Aantal   | Jaren     |
| ------------------------- | -------- | --------- |
| Nederland                 |          |           |
| Ajax Talent van het jaar  | 1×       | 2011/12   |
| Ajax club van honderd lid | 162 wed. | 2011–2016 |